# Communauté de communes du Barséquanais
La communauté de communes du Barséquanais est une ancienne communauté de communes française, située dans le département de l'Aube et la région Grand Est

## Historique
La communauté de communes du Barséquanais a été créée le 26 novembre 2009.
En 2017, la communauté de communes du Barséquanais en Champagne est créée à partir de la fusion des trois communautés de communes de la Région des Riceys, du Barséquanais et de l'Arce et de l'Ource.

## Composition
La structure regroupait trente communes au 1er janvier 2015 :
| Nom                     | Code Insee | Gentilé         | Superficie (km2) | Population (dernière pop. légale) | Densité (hab./km2) |
| ----------------------- | ---------- | --------------- | ---------------- | --------------------------------- | ------------------ |
| Bar-sur-Seine (siège)   | 10034      | Barrois         | 27,53            | 3 095 (2014)                      | 112                |
| Bourguignons            | 10055      | Berguignons     | 16,42            | 291 (2014)                        | 18                 |
| Briel-sur-Barse         | 10062      | Briellois       | 12,45            | 218 (2014)                        | 18                 |
| Buxeuil                 | 10068      | Buxeuillois     | 4,43             | 140 (2014)                        | 32                 |
| Celles-sur-Ource        | 10070      | Cellois         | 9,59             | 499 (2014)                        | 52                 |
| Chappes                 | 10083      | Chappois        | 9,75             | 298 (2014)                        | 31                 |
| Chauffour-lès-Bailly    | 10092      | Chauffourois    | 19,01            | 119 (2014)                        | 6,3                |
| Courtenot               | 10109      | Cortisonufliens | 8,37             | 232 (2014)                        | 28                 |
| Courteron               | 10111      | Coutreniots     | 10,33            | 108 (2014)                        | 10                 |
| Fouchères               | 10158      | Folchèriciens   | 8,58             | 544 (2014)                        | 63                 |
| Fralignes               | 10159      |                 | 5,14             | 93 (2014)                         | 18                 |
| Gyé-sur-Seine           | 10170      | Gyratats        | 23,66            | 500 (2014)                        | 21                 |
| Jully-sur-Sarce         | 10181      | Jully-Sarçois   | 30,44            | 261 (2014)                        | 8,6                |
| Magnant                 | 10213      | Magnantais      | 15,32            | 169 (2014)                        | 11                 |
| Marolles-lès-Bailly     | 10226      | Marollais       | 4,40             | 108 (2014)                        | 25                 |
| Merrey-sur-Arce         | 10232      | Mérrotins       | 8,39             | 316 (2014)                        | 38                 |
| Mussy-sur-Seine         | 10261      | Musséens        | 28,07            | 1 047 (2014)                      | 37                 |
| Neuville-sur-Seine      | 10262      | Neuvillois      | 14,42            | 434 (2014)                        | 30                 |
| Plaines-Saint-Lange     | 10288      | Plainois        | 10,73            | 277 (2014)                        | 26                 |
| Poligny                 | 10294      | Polignois       | 1,59             | 66 (2014)                         | 42                 |
| Polisot                 | 10295      | Polisotins      | 10,52            | 327 (2014)                        | 31                 |
| Polisy                  | 10296      |                 | 11,35            | 183 (2014)                        | 16                 |
| Rumilly-lès-Vaudes      | 10331      | Rumillons       | 42,38            | 520 (2014)                        | 12                 |
| Saint-Parres-lès-Vaudes | 10358      | Vaudois         | 3,08             | 1 024 (2014)                      | 332                |
| Thieffrain              | 10376      | Thiéffrinois    | 7,36             | 157 (2014)                        | 21                 |
| Vaudes                  | 10399      | Vaudois         | 7,57             | 720 (2014)                        | 95                 |
| Villemorien             | 10418      | Villemorienois  | 13,80            | 214 (2014)                        | 16                 |
| Villemoyenne            | 10419      | Villemoyennois  | 12,21            | 770 (2014)                        | 63                 |
| Villy-en-Trodes         | 10433      | Villerets       | 17,91            | 246 (2014)                        | 14                 |
| Virey-sous-Bar          | 10437      | Viretons        | 10,85            | 627 (2014)                        | 58                 |

## Organisation

### Conseil communautaire
La communauté d'agglomération est administrée par le conseil de communauté, composé de 44 conseillers, élus pour 6 ans. Un accord local permet de modifier la répartition des sièges, accord qu'il a fallu renouveler à la suite du décès du maire de Neuville-sur-Seine
Le conseil communautaire est composé de 93 délégués.
| Nombre de délégués | Communes                                 |
| ------------------ | ---------------------------------------- |
| 9                  | Bar-sur-Seine                            |
| 3                  | Mussy-sur-Seine, Saint-Parres-les-Vaudes |
| 2                  | Villemoyenne, Vaudes                     |
| 1                  | Les autres communes                      |

### Liste des présidents
Le président de la communauté de communes est élu par le conseil communautaire.
| Période | Période       | Identité        | Étiquette | Qualité |
| ------- | ------------- | --------------- | --------- | ------- |
| ?       | décembre 2016 | Marion Quartier | DVD       |         |

### Siège
Mairie, 4 Grande Rue de la Résistance, 10110 Bar sur Seine.

## Compétences
Nombre total de compétences exercées : 13.